# Rigomagno
Rigomagno is een plaats (frazione) in de Italiaanse gemeente Sinalunga.